# Campo de críquet internacional de la Universidad de Tribhuvan
El Campo de críquet internacional de la Universidad de Tribhuvan (en nepalí: त्रिभुवन विश्वविद्यालय अन्तर्राष्ट्रिय क्रिकेट मैदान) es un campo de críquet en Kirtipur, a las afueras de Katmandú, la capital del país asiático de Nepal. El primer partido registrado celebrado en el campo se produjo en 1998, cuando Bangladés jugó contra Papúa Nueva Guinea por el trofeo ACC de 1998. Nepal participó en la Copa Intercontinental inaugural, con los partidos de la competición teniendo la condición de primera clase. El campo tuvo su primer partido de primera clase cuando Nepal recibió a Malasia. Otros dos partido de primera clase se realizaron allí durante la Copa Intercontinental de 2005, cuando Nepal recibo al equipo de Hong Kong (China) y a los Emiratos Árabes Unidos.